# Olivier Besancenot
Olivier Besancenot (18 de abril de 1974) es un político francés de extrema izquierda y candidato a las elecciones presidenciales francesas de 2007 por la Liga Comunista Revolucionaria (LCR), la sección francesa del Secretariado Unificado de la IV Internacional. En las elecciones presidenciales de 2002 obtuvo 1 200 000 votos y en las de 2007, 1 500 000.
Es portavoz y uno de los dirigentes del Nuevo Partido Anticapitalista (Nouveau parti anticapitaliste o NPA).

## Biografía
Olivier Besancenot nació el 18 de abril de 1974 en la localidad de Levallois-Perret, en la región de los Hauts-de-Seine (Francia). Su padre, Michel Besancenot, fue profesor, y su madre psicóloga en una escuela. 
Estudió Historia en la Universidad de París X Nanterre y continuó sus estudios en la Universidad de París VI Pierre et Marie Curie, especializándose en la rama de Historia Contemporánea. Desde 1997 trabaja como cartero en la localidad de Neuilly-sur-Seine, la misma ciudad de la que Nicolas Sarkozy fue alcalde durante varios años.

## Retrato
Junto a Alain Krivine y Roseline Vachetta, Besancenot es uno de los tres portavoces de la Liga Comunista Revolucionaria, un partido que pertenece a la Cuarta Internacional Reunificada, una organización internacional del tendencia trotskista.
Besancenot, sin embargo, evita la etiqueta trotskista:

No soy ni trotskista, ni guevarista ni luxembuguista, soy un revolucionario. Y la revolución precisa de ser reinventada, porque ningún experimento revolucionario ha tenido éxito. Muchos de ellos terminaron como caricaturas sangrientas

## Carrera política
La carrera política de Olivier Besancenot dentro de la izquierda empezó cuando era muy joven. Se afilió a la Juventud Comunista Revolucionaria (JCR) (Jeunesses communistes révolutionnaires) en 1988, cuando sólo tenía 14 años. Cuando se encontraba estudiando Historia fundó una delegación local del sindicato Confederación General del Trabajo (Confédération générale du travail) en el supermercado donde estaba trabajando. En 1991 se afilió a la LCR. Desde 1997 es miembro del sindicato Sud-PTT. Dejó su trabajo como cartero entre 1999 y 2000 para servir como adjunto parlamentario de Alain Krivine en el Parlamento Europeo de Estrasburgo. 
En 2001 y 2002 participó en el Foro Social Mundial de Porto Alegre, Brasil.
Su figura adquirió relieve nacional al presentarse a las elecciones presidenciales de 2002. Con 28 años fue el candidato más joven en la historia de la República. Obtuvo más de un millón de votos que totalizaron el 4,25% del total nacional. Entre los menores de 25 años obtuvo el 13,9% de los votos superando en esa franja de edad a Lionel Jospin y a Jean Marie Le Pen.
Para las elecciones presidenciales de 2007 volvió a presentarse bajo el eslogan Nos vies valent plus que leurs profit ("Nuestras vidas valen más que sus beneficios"). Durante la campaña defendió la redistribución de la riqueza, el incremento del salario mínimo y nuevos impuestos sobre el capital especulativo. Obtuvo el 4,08% de la votación -casi millón y medio de votos- convirtiéndose en el candidato más votado de la izquierda antineoliberal.
Ha participado en varias actividades de apoyo a organizaciones de la izquierda anticapitalista europea, como Izquierda Anticapitalista en España, Sinistra Critica en Italia y el Bloco de Esquera en Portugal.
En la precampaña de les elecciones al Parlamento Europeo del 7 de junio de 2009 participó en dos actos públicos en Madrid y Barcelona, junto con la cabeza de lista de Izquierda Anticapitalista, Esther Vivas.

## Obras publicadas
- Tout est à nous (2002), ISBN 2-207-25309-0, Denoël
- Révolution (100 mots pour changer le monde, 2003), ISBN 2-290-33828-1, Flammarion
- Che Guevara: His Revolutionary Legacy (2009), ISBN 978-1-58367-177-1, Monthly Review Press, con Michael Löwy.